# Sœurs de la charité de Nazareth
Les Sœurs de la charité de Nazareth (en latin :  Congregatio Nazarena Sororum Caritatis) sont une congrégation religieuse féminine enseignante et hospitalière de droit pontifical membre de la fédération des Sœurs de la charité.

## Historique
La congrégation est fondée à Bardstown aux États-Unis le 1er décembre 1812 par Jean-Baptiste David, prêtre sulpicien français, et Mère Catherine Spalding. Les religieuses se spécialisent d'abord dans l'instruction et l'enseignement des enfants et des jeunes filles. Elles ouvrent la Nazareth Academy en 1814, la St. Vincent's Academy en 1820, la Presentation Academy en 1831, etc. Après la guerre de Sécession, elles ouvrent également des écoles pour les enfants noirs dans le Sud des États-Unis. Elles fondent leur première mission en Inde en 1947, dans le district de Patna. Une de leurs communautés à Nashville devient autonome en 1851 donnant naissance aux Sœurs de la charité de Leavenworth.
Les Sœurs de la charité de Nazareth obtiennent le décret de louange le 5 septembre 1910 et leurs constitutions religieuses sont définitivement approuvées par le Saint-Siège en 1921. Elles font partie de la fédération des Sœurs de la charité depuis 1991.

## Activité et diffusion
Les Sœurs de la charité de Nazareth se vouent à l'instruction et à l'éducation chrétienne de la jeunesse, mais également à l'assistance aux orphelins, aux malades et aux handicapés.
Elles sont présentes en :
- Amérique : États-Unis, Belize ;
- Afrique : Botswana ;
- Asie : Inde, Népal.

La maison généralice est à Nazareth (5 km au nord de Bardstown) dans le Kentucky.
En 2017, la congrégation comptait 569 sœurs dans 194 maisons.